# أيفيند سميث
أيفيند سميث (بالنرويجية البوكمول: Eivind Smith)‏ هو بروفيسور نرويجي، ولد في 4 ديسمبر 1949.